# Чорний Острів (станція)
Станція Чорний Острів — проміжна залізнична станція 5-го класу Жмеринської дирекції Південно-Західної залізниці на лінії Гречани — Волочиськ. Розташована в селі Мар'янівка Хмельницького району Хмельницької області.
На станції знаходиться база запасу «Чорний Острів».

## Історія
Станція відкрита 21 вересня (3 жовтня) 1871 року, одночасно із відкриттям руху на лінії Жмеринка — Волочиськ. Назва станції походить від розташованого поруч населенного пункту Чорний Острів.
1998 року станція електрифікована змінним струмом (~25 кВ) в складі дільниці Тернопіль — Гречани.

## Пасажирське сполучення
На станції зупиняються приміські електропоїзди сполученням Хмельницький — Підволочиськ.